# 유리스 실로프스
유리스 실로프스(라트비아어: Juris Silovs, 1950년 8월 30일 ~ 2018년 9월 28일)는 라트비아의 육상 선수로 주로 100m에서 활약했다.

## 경력
크라슬라바에서 태어난 실로프스는 리가의 VSS 바르파에서 훈련하였다.
소련을 대표하여 1972년 뮌헨 올림픽 400m 릴레이에서 팀 동료 알렉산드르 코르넬리우크, 블라디미르 로베츠키, 발레리 보르조프와 함께 은메달을 획득하였다. 그는 4년 후, 몬트리올 올림픽에서 복귀하여 400m 릴레이에서 알렉산드르 악시닌, 니콜라이 콜레스니코프, 보르조프와 함께 동메달을 땄다.
실로프스는 또한 1973년 모스크바에서 열린 하계 유니버시아드에 나가 400m 릴레이 은메달은 물론, 100m 금메달을 획득하였다. 그는 또한 1975년과 1977년 대회에서 400m 릴레이를 우승하기도 하였다.
그는 1978년 외상으로 은퇴하고 후에 요리 제공 기업가가 되었다.

## 참조
- Sports Reference[깨진 링크(과거 내용 찾기)]